# Jeziorko (gromada)
Jeziorko – dawna gromada, czyli najmniejsza jednostka podziału terytorialnego Polskiej Rzeczypospolitej Ludowej w latach 1954–1972.
Gromady, z gromadzkimi radami narodowymi (GRN) jako organami władzy najniższego stopnia na wsi, funkcjonowały od reformy reorganizującej administrację wiejską przeprowadzonej jesienią 1954 do momentu ich zniesienia z dniem 1 stycznia 1973, tym samym wypierając organizację gminną w latach 1954–1972.
Gromadę Jeziorko z siedzibą GRN w Jeziorku utworzono – jako jedną z 8759 gromad – w powiecie łomżyńskim w woj. białostockim, na mocy uchwały nr 18/V WRN w Białymstoku z dnia 4 października 1954. W skład jednostki weszły obszary dotychczasowych gromad Jeziorko, Rządkowo, Zabawka, Poniat, Motyka i Wyrzyki ze zniesionej gminy Drozdowo w tymże powiecie. Dla gromady ustalono 13 członków gromadzkiej rady narodowej.
31 grudnia 1959 do gromady Jeziorko przyłączono wieś Nowy Cydzyn ze znoszonej gromady Kisielnica, wieś Kownaty oraz obszar lasów państwowych N-ctwa Mały Płock obejmujący oddział 98 ze znoszonej gromady Janczewo oraz wsie Mieczysławowo-Choszczewo, Kałęczyn, Guty i Wyłudzin ze zniesionej gromady Olszyny.
Gromadę Jeziorko zniesiono 1 stycznia 1972, a jej obszar włączono do gromady Piątnica Poduchowna.